# Пронузо, Павел Кузьмич
Павел Кузьмич Пронузо (бел. Павел Кузьміч Прануза, Паўлюк Прану́за; 18 марта 1918, Вылево, Западная область — 14 марта 2007, Минск) — белорусский поэт, член Союза писателей Беларуси с 1947 года.

## Биография
Родился 18 марта 1918 года в деревне Вылево.
Прошёл всю Великую Отечественную войну и Победу встретил в Берлине. Своё первое стихотворение «Ребёнок» опубликовал в газете «Брянский фронт». Член Союза писателей Белоруссии с 1947 года. Издал более 20 поэтических сборников. Многие его поэтические произведения посвящены городу Несвижу, его многовековой истории и самобытной культуре, прославлению ратной и трудовой славы ветеранов войны и труда.
Умер в 2007 году. Похоронен в колумбарии Кальварийского кладбища в Минске.

## Награды и звания
- Награждён орденами Славы III степени, Отечественной войны II степени, медалями.
- Почётная грамота Совета Министров Республики Беларусь (1998)[4] — за большой вклад в развитие белорусской поэзии и воспитание подрастающего поколения, активную общественную деятельность и в связи с 80-летием со дня рождения.
- Удостоен звания «Почётный гражданин г. Несвижа» (2006).

## Память
- Имя Павла Пронузо присвоено центральной районной библиотеке в Несвиже[5]. Расположен музей Павла Пронузо[6].
- Ежегодно в Несвиже проходит фестиваль поэзии Павла Пронузо[7].
- 1 июля 2025 года на здании редакции газеты «Гомельская праўда» (Гомель, ул. Полесская, 17а) торжественно открыта памятная доска в честь писателей, поэтов и журналистов, творческая судьба которых связана с данным изданием: Иван Шамякин, Роман Соболенко, Павлюк Трус, Анатолий Гречаников, Павел Пронузо, Михась Даниленко, Александр Капустин, Микола Метлицкий[8][9].

### Сборники поэзии
1. Разгневаная зямля : Вершы / Паўлюк Прануза. — Мн. : Дзярж. выд-ва БССР, 1946. 4000 экз.
2. Добрай раніцы : Вершы. — Мн. : Дзяржвыд БССР.Рэд.дзіцячай літ., 1951. 4000 экз.
3. У дальнім раёне : Вершы. — Мн. : Дзяржвыд БССР.Рэд.мастац.літ., 1954. 4000 экз.
4. Мае землякі / Маст. Г.Клікушын. — Мн. : Дзяржвыд. Рэд.мастац.літ., 1957. 4000 экз.
5. Калі верыш : Вершы. — Мн. : Дзяржвыд. Рэд.мастац.літ., 1963. 2000 экз.
6. Родныя мясціны : [вершы] / Паўлюк Прануза. — Мінск : Беларусь, 1968. — 199 с. 6500 экз.
7. Непаўторнасць : вершы / Паўлюк Прануза. — Мінск : Мастацкая літаратура, 1974. — 109 с. 5000 экз.
8. Трываласць : Вершы. — Мн. : Мастац.літ., 1978. 3600 экз.
9. Сустрэчы : Вершы. — Мн. : Мастац.літ., 1983. — (Бібліятэка беларускай паэзіі). 3500 экз.
10. Мой аўтограф : Выбранае. — Мн. : Мастац.літ., 1988. 2800 экз.
11. Рукі салдата : Вершы. — Мн. : Мастац.літ., 1990. 3500 экз.
12. Памяць, памяць… : Вершы / Паўлюк Прануза; Уступ.арт. А.Марціновіча. — Мн. : Маст.літ., 1994. — 223 с. 1500 экз. ISBN 5-340-01376-6: Б.ц.

### Сборники детской поэзии
1. Добры дожджык : Для малод.узросту / Мал. У.Лося. — Мн. : Дзяржвыд БССР. Рэд.дзіцячай і юн. літ., 1960. - 5000 экз.
2. Я вясну малюю / Маст. Э.Зайцаў. — Мн. : Дзяржвыд БССР. Рэд.дзіцячай і юн. літ., 1962. - 8000 экз.
3. Дзе вясны пачатак : [вершы: для малодшага ўзросту] / Паўлюк Прануза; [мастак І. Карпіновіч]. — Мінск : Беларусь, 1965. — 18 с. - 3500 экз.
4. Ручаёк : Выбр.вершы: Для малод.узросту. — Мн. : Беларусь, 1969. - 15000 экз.
5. Вясновыя тэлеграмы : Для дзяцей малод.шк.узросту / Мал. С.Нартавай. — Мн. : Мастац.літ., 1976. - 62000 экз.
6. Фарбы восені : Вершы: Для малод.шк.узросту / Мал. Я.Жыліна. — Мн. : Юнацтва, 1982. - 40000 экз.
7. Звініць ручаёк : Вершы: Для малод.шк.узросту / Маст. Я.Жылін. — Мн. : Юнацтва, 1988. - 40000 экз.
8. Першыя крокі : Вершы: Для дашк.і малод.шк.ўзросту / Паўлюк Прануза; Маст. М. Д. Рыжы. — Мн. : Юнацтва, 1993. — 47 с. - 25000 экз. ISBN 5-7880-0572-8
9. Месяц-калабок : Вершы: Для мал. шк. узросту / Паўлюк Прануза; [Маст. А. Ю. Кажаноўскі]. — Мн. : Юнацтва, 1999. — 79 с. - 2000 экз. ISBN 985-05-0303-3

### Избранное
1. Акуніся ты ў крыніцу / Паўлюк Прануза. — Мн. : Беларус. кнігазбор, 2003. — 50 с. - 1000 экз. ISBN 985-6638-99-2

### Переводы
1. Маленькі Чжуцза : Апавяданні сучас. кіт. пісьменнікаў: Для сярэд. і ст. узросту / Пер. з рус. мовы П.Прануза. — Мн. : Дзярж. выд-ва БССР, 1954. - 20000 экз.

### В переводе на русский язык
1. Ручеёк : Стихи: Для мл.школ.возраста / Пер. с белорус. И.Бурсова; Худож. Г. Скрипниченко. — Мн. : Мастац.літ., 1973. - 1000000 экз.